# Huskvarna distrikt
Huskvarna distrikt är ett distrikt i Jönköpings kommun och Jönköpings län. 
Distriktet ligger i och kring Huskvarna. 

## Tidigare administrativ tillhörighet
Distriktet inrättades 2016 och utgörs av en del av området som till 1971 utgjorde Huskvarna stad, delen som staden omfattade före 1967.
Området motsvarar den omfattning Huskvarna församling hade vid årsskiftet 1999/2000 och som den fick 1919 efter utbrytning ur Hakarps församling.